# George Mountbatten, 4. markis af Milford Haven
George Ivar Louis Mountbatten, 4. markis af Milford Haven (født 6. juni 1961), kendt som jarl af Medina fra 1961 til 1970, er en britisk aristokrat, forretningmand og nuværende overhoved for Huset Mountbatten.

## I familie med kongehuset
George Mountbatten er tiptiptipoldesøn af dronning Victoria af Storbritannien, og han er grandfætter til den britiske konge Charles 3. af Storbritannien. 
George Mountbattens far (David Mountbatten) var en nær ven med sin fætter Philip Mountbatten, prins af Grækenland og Danmark. I 1947 var David Mountbatten forlover ved prins Philips bryllup med prinsesse Elizabeth (dronning fra 1952).
George Mountbatten har en (teoretisk) arveret til den britiske trone. I arvefølgen er han placeret lige efter prinsesse Sophie af Grækenland og Danmarks (1914–2001) efterkommere og lige før sine egne børn.

## Forældre og bror
George Mountbatten er det ældste barn af David Mountbatten, 3. markis af Milford Haven (1919–1970) og den peruansk–britiske Janet Mercedes Bryce (født 1937). Hun er en slægtning til Manuel Candamo (1841–1904), der var Perus præsident to gange. George Mountbatten er storebror til lord Ivar Mountbatten (født 1963).

## Slægten Milford Haven
George Mountbatten tilhører Milford Haven-grenen af Huset Battenberg.
Han er sønnesøn af George Mountbatten, 2. markis af Milford Haven (1892–1938) og oldesøn af prins Louis af Battenberg (1854–1921), der i 1917 blev den første markis af Milford Haven.
På opfordring af sin senere svigermor gik den dengang 14-årige Louis af Battenberg ind i den britiske flåde i 1868. Han var First Sea Lord 1912–1914. Kort tid før sin død i 1921 fik han ærestitlen Admiral of the fleet.
Louis af Battenberg var ven med prinsen af Wales (den senere kong Edward 7.).
Louis af Battenberg giftede sig med Viktoria af Hessen og ved Rhinen (1853–1950). Hun var datterdatter af dronning Victoria af Storbritannien. De fik fire børn:
- Alice af Battenberg (1885–1969), der blev mor til prins Philip, hertug af Edinburgh og svigermor til dronning Elizabeth 2. af Storbritannien.
- Louise Mountbatten (1889–1965), der var Sveriges dronning i 1950–1965.
- George Mountbatten, 2. markis af Milford Haven (1892–1938).
- Louis Mountbatten, 1. jarl Mountbatten af Burma (1900–1979), der grundlagde Mountbatten af Burma-grenen af Huset Battenberg.

## Familie
Fra 1989 til 1996 var George Mountbatten gift med Sarah Georgina Walker (født 1961). Parret fik to børn: 
- Lady Tatiana Helen Georgia Mountbatten (født 1990)
- Henry (Harry) David Louis Mountbatten, jarl af Medina (født 1991)

I 1997 giftede George Mountbatten sig med den amerikansk fødte Clare Husted Steel (født 1960).

## Titler
- 6. juni 1961 – 14. april 1970: Jarl af Medina
- 14. april 1970 – nu: Den mest ærede Markisen af Milford Haven